# ويليام وايلد (لاعب كريكت)
ويليام وايلد (بالإنجليزية: William Wild)‏ (21 فبراير 1846 في المملكة المتحدة - 7 يناير 1891 بنورتش في المملكة المتحدة) هو لاعب كريكت بريطاني (وحمل سابقاً جنسية المملكة المتحدة لبريطانيا العظمى وأيرلندا). لعب مع نادي مقاطعة هامبشاير للكريكت ‏.

## وصلات خارجية
- ويليام وايلد على موقع إي آس بي آن كريك إنفو (الإنجليزية)